# Helle Fastrup
Helle Fastrup (født 6. november 1951, død 15. april 2022) var en dansk skuespiller.

## Karriere
Helle Fastrup fik Bodilprisen for bedste kvindelige birolle i 1981 for sin rolle som Laila i Cirkus Casablanca.
Hun var aktiv i kredsen omkring Røde Mor og teaterbevægelsen Solvognen, samarbejdede med Troels Trier og Erik Clausen i flere rockshow på scenerne og i TV og turnerede med Kim Larsen i Gorilla Galla, Rockshowet, der samlede Gasolin for sidste gang. I 2006 var hun med på Røde Mors danmarksturné, Rockshow.
Helle Fastrup medvirkede desuden i musikvideoen "Thin Ice" til MTV med Kim Larsen & Jungle Dreams fra Sitting on a Time Bomb (1982). 

## Privatliv
Fastrup var gift med trommeslageren Ken Gudman, som døde i 2003. Hun var efter hans død bestyrelsesmedlem i Ken Gudman mindefonden.

## Filmografi
- Cirkus Casablanca (1981)
- Den kroniske uskyld (1985)
- Ledsaget udgang (2007)